# Торкьяроло
Торкьяроло (итал. Torchiarolo) — коммуна в Италии, располагается в области Апулия, в провинции Бриндизи.
Население составляет 5067 человек (2008 г.), плотность населения составляет 159 чел./км². Занимает площадь 32 км². Почтовый индекс — 72020. Телефонный код — 0831.
Покровителями коммуны почитаются Святой и Животворящий Крест Господень, празднование во второе воскресение октября, и Пресвятая Богородица (Maria Santissima di Galeano), празднование во вторник после Пасхи.

## Демография
Динамика населения:

## Администрация коммуны
- Официальный сайт: http://www.comune.torchiarolo.br.it/